# خوان خوزه تورس
خوان خوزه تورس (انگلیسی: Juan José Torres; زاده ۵ مارس ۱۹۲۰ – درگذشته ۲ ژوئن ۱۹۷۶) افسر (ارتش)، دیپلمات و سیاستمدار اهل بولیوی بود. وی از ۷ اکتبر ۱۹۷۰ تا ۲۱ اوت ۱۹۷۱ رئیس‌جمهور این کشور بود.
خوان خوزه تورس در ۲ ژوئن ۱۹۷۶، در سن ۵۶ سالگی در آرژانتین کشته شد.